# Mohamed Chérif Belabes
 (septembre 2022).
Si vous disposez d'ouvrages ou d'articles de référence ou si vous connaissez des sites web de qualité traitant du thème abordé ici, merci de compléter l'article en donnant les références utiles à sa vérifiabilité et en les liant à la section « Notes et références ».
Mohamed Chérif Belabes (en arabe : محمد شريف بلعباس), est un boxeur algérien né le 28 septembre 1926 à Blida et mort le 13 décembre 2009 à Blida.

## Carrière

### Palmarès
- Champion d'Alger.
- Champion d'Algérie.
- Champion d'Afrique du Nord.
- Finaliste du Championnat de france[1].
- Vainqueur du Critérium des As.